# Unimate

Skiss av en Unimate.

Unimate var den första industriroboten. Det första exemplaret togs i drift 1961 vid General Motors fabrik i Trenton, New Jersey, USA för att plocka ut heta metallstycken från en pressgjutningsmaskin. Unimate drevs med hydraulik och hade ett digitalt styrsystem uppbyggt med diskreta komponenter och med ett magnetiskt trumminne.
Unimate hade sin bakgrund i ett patent som uppfinnaren George Devol sökte 1954. Han slog sig därefter ihop med Joseph Engelberger för att kommersialisera roboten. Deras företag grundades 1956 och gavs namnet Unimation Corp., skapat av begreppet universal automation.
Beteckningen Devol använde i patentansökan för att beskriva sin uppfinning var programmed article transfer, programmerad föremålsöverföring. Detta ändrades senare till manipulator, innan de av marknadsföringsskäl valde beteckningen robot, efter inspiration från science fiction-litteratur.